# Tokushō Bassui
Tokushō Bassui (jap. 抜隊得勝 Bassui Tokushō;  ur. 20 listopada 1327, zm. 10 marca 1387) – mistrz zen szkoły rinzai.

## Życiorys
Urodził się 20 listopada 1327 we wsi Naka (obecnie Nakai) w samurajskim rodzie Fujiwara pod koniec ery Kamakura w prowincji Sagami (obecnie prefektura Kanagawa) za panowania cesarza Go-Daigo, w czasach trwających wojen domowych.
Bassui był sierotą porzuconym przez swoją matkę tuż po urodzeniu. Został cudem ocalony i wychowany w tajemnicy przez służącego rodu. W wieku 29 lat został formalnie mnichem buddyjskim. Znany był z niechęci do aspektu rytualnego i zasadniczą wagę przywiązywał do siedzącej medytacji. Zakończył trening zen pod przewodnictwem jednego z bardziej znanych nauczycieli owych czasów – mistrza zen Kakumyō Kohō (1271–1361), który nadał mu imię Dharmy „Bassui”, co dosłownie oznacza „wysoko ponad przeciętnością”.
Gdy miał lat pięćdziesiąt, na miejscu jego skromnego szałasu w okolicy miasta Enzan, w okręgu Yamanashi, na darowanej przez gubernatora okręgu ziemi, powstał istniejący do dziś klasztor Kogaku, w którym Bassui zgodził się zostać rōshim. W czasach największego rozkwitu przebywało tam około tysiąca mnichów i świeckich.
Rōshi Tokushō Bassui zmarł 10 marca 1387 w Kogaku-ji, gdy siedząc w pozycji medytacyjnej zwrócił się do zgromadzenia uczniów:

Nie dajcie się wprowadzić w błąd!
Patrzcie wprost przed siebie!
Co to jest?

Powtórzył to głośno i ze spokojem zmarł.

## Spuścizna
Bassui nie był płodnym pisarzem. Do dziś dzięki jego biografowi i spadkobiercy Tsūhō Myōdō zachował się szereg listów adresowanych do jego wyznawców; mów i pouczeń z czasów, gdy był opatem w Kogaku-ji, zawartych w dziele Enzan Wadeigassui Shū (Błoto i woda z Enzan). Najbardziej znana jest jednak Mowa Dharmy o Jednym Umyśle. Obserwowany obecnie renesans związany z osobą rōshiego Tokushō Bassui wynika właśnie między innymi z tego ostatniego tekstu zwanego popularnie Jeden Umysł, który stanowi do dziś inspirację dla uczennic i uczniów, jak również jest wykorzystywany przez zachodnich nauczycieli zen.

## Linia przekazu Dharmy zen
Pierwsza liczba oznacza liczbę pokoleń od Pierwszego Patriarchy chan w Indiach Mahakaśjapy.
Druga liczba oznacza liczbę pokoleń od Pierwszego Patriarchy chan w Chinach Bodhidharmy.
Trzecia liczba oznacza początek nowej linii przekazu w innym kraju.
- 51/24. Tiantong Rujing (1163–1228)

- 52/25/1. Eihei Dōgen Kigen (1200–1253) Japonia. Szkoła sōtō

- 53/26/2. Sōkai
- 53/26/2. Senne (Yōkōan)

- 54/27/3. Kyōgō (Yōkōan)

- 53/26/2. Shinchi Kakushin (1207–1280)
- 53/26/2. Kangan Giin (1217–1300) (Daijiji)

- 54/27/3. Shidō Shōyū (zm. 1301 (Daijiji)
- 54/27/3. Tetsuzan Shian (Daijiji)

- 55/28/4. Gishō

- 56/29/5. Hohan

- 57/30/6. Gyokukan

- 58/31/7. Senten

- 55/28/4. Daiko

- 56/29/5. Gikai

- 57/30/6. Meishitsu

- 55/28/4. Ten’an

- 56/29/5. Chōkei

- 57/30/6. Ryōshitsu

- 55/28/4. Shiryō

- 56/29/5. Mutō

- 54/27/3. Ninnō Jōki

- 55/28/4. Gen’e

- 56/29/5. Zuiseki
- 56/29/5. Sansen

- 55/28/4. Saijū
- 55/28/4. Giyū

- 56/29/5. Baiin

- 55/28/4. Mōan
- 55/28/4. Kozen
- 55/28/4. Tekiden
- 55/28/4. Etsuō

- 54/27/3. Gukoku

- 55/28/4. Musetsu

- 56/29/5. Meian

- 53/26/2. Eihei Koun Ejō (1198–1280) (Eiheiji)

- 54/27/3. Gien (zm. 1314) (Eiheiji)
- 54/27/3. Jakuen (chin. Jiyuan) (1207–8.10.1299) (Hōkyōji)

- 55/28/4. Giun (Hōkyōji)

- 56/29/5. Donki (Hōkyōji)

- 54/27/3. Daijo Tettsū Gikai (1219–1309) (Daijōji)

- 55/28/4. Eiko Keizan Jōkin (1267–1325) (Daijōji)

- 56/29/5. Kohō Kakumyō (1271–1361)

- 57/30/6. Bassui Tokushō (1327–1387)

- 56/29/5. Koan Shikan (zm. 1341)
- 56/29/5. Genka Tekkyō (zm. 1321)

- 57/30/6. Genshō Chinzan

- 56/29/5. Mugai Chikō (zm. 1351)